# Centrale thermique de Stanwell
La centrale thermique de Stanwell est une centrale thermique au Queensland en Australie.